# Maamme

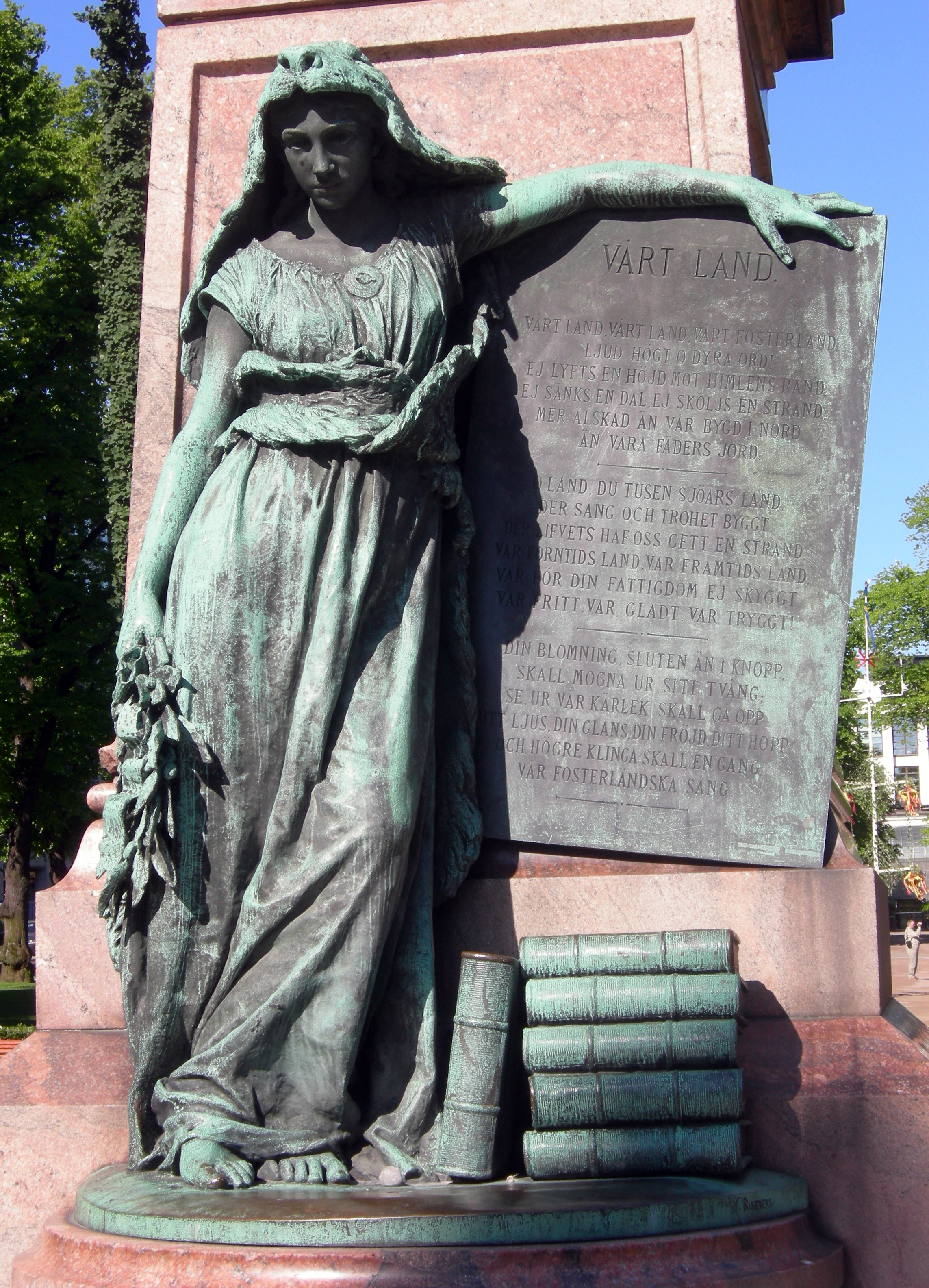
Il testo (in svedese) dell'inno finlandese, inciso su un cartiglio del basamento della statua dedicata a Johan Ludvig Runeberg, che compose nel 1846 il poema "Vårt land". La statua realizzata da Walter Runeberg (1838-1920), figlio dello scrittore, si trova al parco Esplanadi di Helsinki

Maamme (in finlandese, pronuncia /mɑːmːe/) o Vårt land (in svedese, pronuncia /voːʈ ˈlɑnːd/), lett. "la nostra terra", è l'inno nazionale della Finlandia.

## Storia
La canzone fu composta dal compositore tedesco naturalizzato finlandese Fredrik Pacius (1809-1891) nel 1848, che mise in musica la poesia in lingua svedese Vårt land ("la nostra terra") scritta da Johan Ludvig Runeberg (1804-1877), nel 1846, come primo capitolo del poema epico Fänrik Ståls sägner (Le avventure dell'alfiere Stål), incentrato sulle vicende della guerra di Finlandia. La composizione fu eseguita per la prima volta in pubblico il 13 maggio 1848. Un adattamento del testo in finlandese fu poi realizzato da Paavo Cajander (1846-1913).
La canzone di Pacius riscosse una grande popolarità anche al di fuori della Finlandia: nel 1869, Johann Voldemar Jannsen (1819-1900) ne scrisse una versione in estone, Mu isamaa, mu õnn ja rõõm che fu adottata come inno nazionale dall'Estonia una prima volta nel 1920 e poi ancora nel 1990, una volta riguadagnata l'indipendenza da parte del paese baltico. Una versione in livone della stessa canzone (Min izāmō) fu realizzata successivamente da Kōrli Stalte (1870-1947) e divenne l'inno della regione baltica della Livonia (nel 1918 e nel 1990).
Nel 2001, a causa dell'origine estera dell'inno e del suo autore, e della sua adozione anche da parte di altre nazioni, fu presentata una richiesta al parlamento finlandese perché fosse sostituito con Finlandia-hymni di Jean Sibelius, ma la proposta venne respinta. Lo stesso Sibelius, del resto, rese omaggio a Pacius inserendo il suo inno nelle Scene storiche Karelia op. 10.
Nelle esecuzioni pubbliche, in eventi di Stato o sportivi, vengono cantate la prima e l'ultima strofa del testo (riportato in basso), ripetute una volta ciascuna a partire dal terzo verso.

## Testo
|     | Versione finlandese di Cajander | Versione originale di Runeberg (in svedese) |
| --- | --- | --- |
| 1.  | Oi maamme, Suomi, synnyinmaa, soi, sana kultainen! Ei laaksoa, ei kukkulaa, ei vettä rantaa rakkaampaa, kuin kotimaa tää pohjoinen, maa kallis isien!          | Vårt land, vårt land, vårt fosterland, Ljud högt, o dyra ord! Ej lyfts en höjd mot himlens rand, Ej sänks en dal, ej sköljs en strand, Mer älskad än vår bygd i nord, Än våra fäders jord.           |
| 2.  | On maamme köyhä, siksi jää, jos kultaa kaivannet Sen vieras kyllä hylkäjää, mut meille kallein maa on tää, sen salot, saaret, manteret, ne meist on kultaiset. | Vårt land är fattigt, skall så bli För den, som guld begär. En främling far oss stolt förbi: Men detta landet älska vi, För oss med moar, fjäll och skär Ett guldland dock det är.                   |
| 3.  | Ovatpa meille rakkahat koskemme kuohuineen, ikuisten honkain huminat, täht'yömme, kesät kirkkahat, kaikk'kuvineen ja lauluineen mi painui sydämeen.            | Vi älska våra strömmars brus Och våra bäckars språng. Den mörka skogens dystra sus, Vår stjärnenatt, vårt sommarlju. Allt, allt, vad här som syn, som sång Vårt hjärta rört en gång.                 |
| 4.  | Täss auroin, miekoin, miettehin isämme sotivat, kun päivä piili pilvihin tai loisti onnen paistehin, täss Suomen kansan vaikeimmat he vaivat kokivat.          | Här striddes våra fäders strid Med tanke, svärd och plog. Här, här, i klar som mulen tid. Med lycka hård, med lycka blid. Det finska folkets hjärta slog. Här bars vad det fördrog.                  |
| 5.  | Tään kansan taistelut ken voi ne kertoella, ken? Kun sota laaksoissamme soi, ja halla näläntuskan toi, ken mittasi sen hurmehen ja kärsimykset sen?            | Vem täljde väl de striders tal. Som detta folk bestod. Då kriget röt från dal till dal. Då frosten kom med hungers kval. Vem mätte allt dess spillda blod Och allt dess tålamod?                     |
| 6.  | Täss on sen veri virrannut hyväksi meidänkin, täss iloaan on nauttinut ja murheitansa huokaillut se kansa, jolle muinaisin kuormamme pantihin.                 | Och det var här det blodet flöt, Ja, här för oss det var, Och det var här sin fröjd det njöt, Och det var här sin suck det göt. Det folk som våra bördor bar Långt före våra dar.                    |
| 7.  | Tääll' olo meill on verraton ja kaikki suotuisaa, vaikk onni mikä tulkohon, maa isänmaa se meillä on. Mi maailmass on armaampaa ja mikä kalliimpaa?            | Här är oss ljuvt, här är oss gott, Här är oss allt beskärt; Hur ödet kastar än vår lott. Ett land, ett fosterland vi fått, Vad finns på jorden mera värt Att hållas dyrt och kärt?                   |
| 8.  | Ja tässä, täss' on tämä maa, sen näkee silmämme. me kättä voimme ojentaa ja vettä rantaa osoittaa ja sanoa: kas tuoss' on se, maa armas isäimme.               | Och här och här är detta land. Vårt öga ser det här, Vi kunna sträcka ut vår hand Och visa glatt på sjö och strand Och säga: se det landet där. Vårt fosterland det är.                              |
| 9.  | Jos loistoon meitä saatettais vaikk' kultapilvihin, mis itkien ei huoattais, vaan tärkein riemun sielu sais, ois tähän köyhään kotihin halumme kuitenkin.      | Och fördes vi att bo i glans Bland guldmoln i det blå, Och blev vårt liv en stjärnedans. Där tår ej göts, där suck ej fanns. Till detta arma land ändå Vår längtan skulle stå.                       |
| 10. | Totuuden, runon kotimaa maa tuhatjärvinen miss' elämämme suojan saa, sa muistojen, sa toivon maa, ain ollos, onnes tyytyen, vapaa ja iloinen.                  | O land, du tusen sjöars land, Där sång och trohet byggt, Där livets hav oss gett en strand, Vår forntids land, vår framtids land. Var för din fattigdom ej skyggt. Var fritt, var glatt, var tryggt. |
| 11. | Sun kukoistukses kuorestaan kerrankin puhkeaa, viel' lempemme saa nousemaan sun toivos, riemus loistossaan, ja kerran, laulus synnyinmaa korkeemman kaiun saa. | Din blomning, sluten än i knopp, Skall mogna ur sitt tvång; Se, ur vår kärlek skall gå opp Ditt ljus, din glans, din fröjd, ditt hopp. Och högre klinga skall en gång Vår fosterländska sång.        |